# Ten After Two
Ten After Two é uma banda de post-hardcore de Sacramento, Califórnia formada em 2009.

## Membros
Atuais
- Sean Wall - vocal (2009–presente)
- Patrick Hennion - guitarra solo (2009–presente)
- Vincent Adorno - bateria (2009–presente)
- Josh Doty  - guitarra rítmica, vocal de apoio (2009–presente)
- Danny Clark - baixo (2009–presente)

## Discografia
Álbums
- Truth Is (2011, Rise)[2]

EPs
- If You Dont First (2010, Rise)[3]